# Autosymphonic

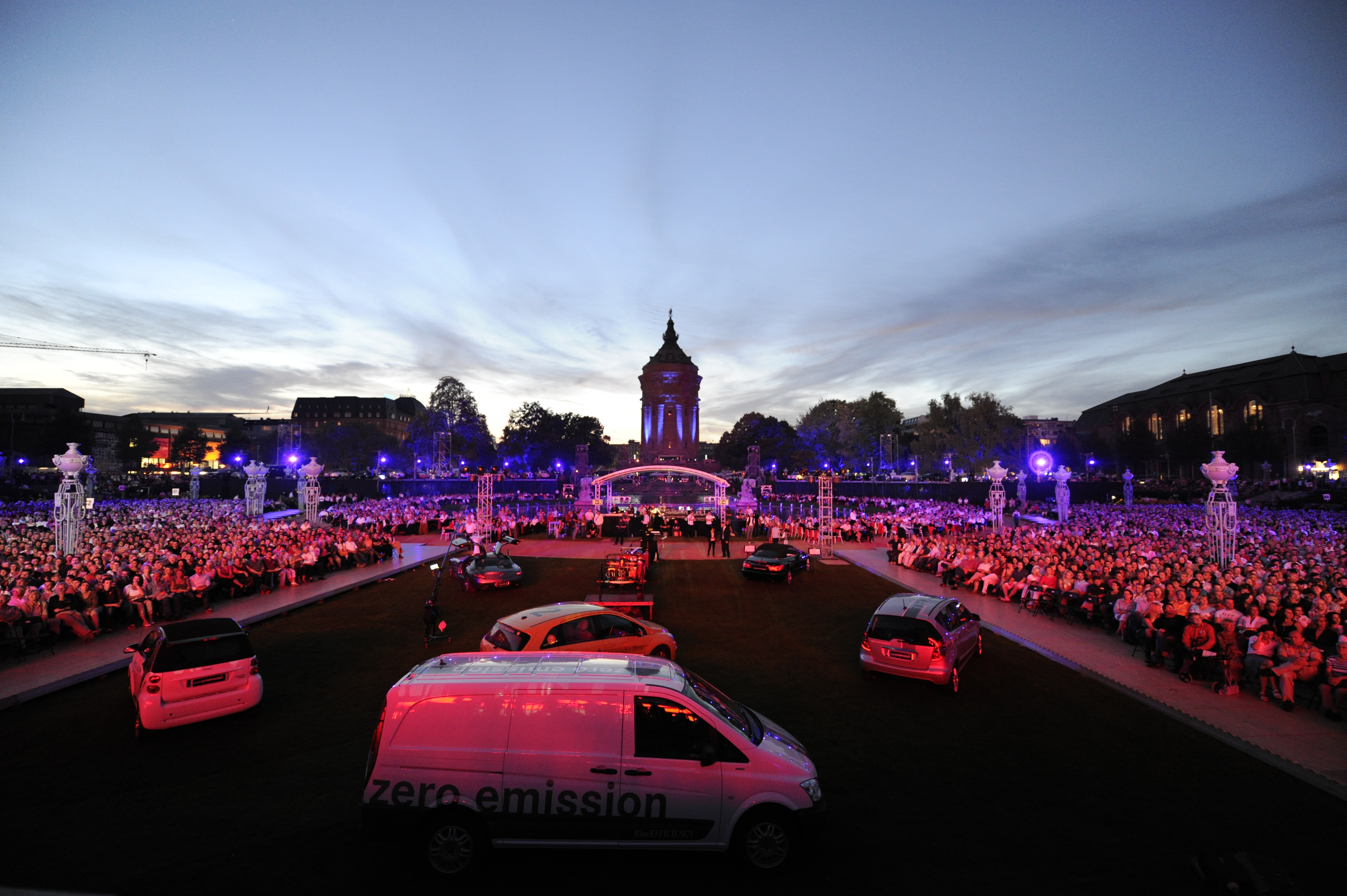
Autosymphonic 2011 in Mannheim

Autosymphonic ist eine Multimedia-Show um das Thema Automobil.

## Zusammensetzung
Die Auftragskomposition der Stadt Mannheim und der Agentur m:con-mannheim:congress GmbH ist das Werk des zypriotischen Komponisten Marios Joannou Elia. Das Stück ist für 300 Musiker und 500 Techniker geschrieben: ein Autoorchester bestehend aus 80 Automobilen und 120 Perkussionisten, großes Sinfonieorchester, Chor, Kinderchor, Popband-Vokalensemble, Schlagzeug-Oktett und Live-Elektronik.
Zentral für die Musik ist die Autobiografie von Carl Benz. Ausgewählte Zitate sind der Dreh- und Angelpunkt der neun Sätze der Sinfonie. 800 verschiedene Autoklänge hat der Komponist in sein Werk eingebunden. Die musikalische Botschaft: Das Auto muss immer wieder neu erfunden werden.

## Autoorchester
Die Bandbreite des weltweit ersten Autoorchesters reicht von LKWs bis zu Bussen, von Oldtimern bis zu modernen Limousinen und von Traktoren bis zu Formel-1-Rennwagen. Verschiedene Größen, Jahrgänge und Motorstärken – das Autoorchester als ein Querschnitt durch die Zeit und Spiegel verschiedener Fahrzeugtypen: darunter Raritäten und Besonderheiten der Automobilgeschichte, etwa der Patent-Motorwagen Nummer 1 von 1886, ein De Dion-Bouton von 1908, ein Maserati GranTurismo von 2009, ein Ferrari 599 GTB Fiorano von 2007, ein Lanz-Bulldog „Ackerluft“, ein 230 PS starker Ford Thunderbird, ein Trabi, ein Goggomobil, ein Rolls-Royce Silver Cloud, der Messerschmitt Kabinenroller Tiger, ein Jaguar WildCat, ein Citroën 2CV, ein Mercedes-Benz SLS AMG, eine Mercedes-Benz Actros, sowie ein Porsche 356 und ein Porsche 911 GT3 RS.

## Uraufführung
Vor der Uraufführung überreichten der Komponist Marios Joannou Elia und m:Co Geschäftsführer Michel Maugé offiziell dem baden-württembergischen Ministerpräsidenten Winfried Kretschmann und dem Mannheimer Oberbürgermeister Peter Kurz die Partitur der „autosymphonic“.
80 Automobile als „Musikinstrumente“, das SWR Sinfonieorchester Baden-Baden und Freiburg mit seinem Perkussions-Oktett, das SWR Vokalensemble Stuttgart, der Kinderchor der Staatsoper Stuttgart, die Popakademie Baden-Württemberg, 120 Mannheimer Jugendliche und die Popband Söhne Mannheims fanden sich auf dem 65.000 Quadratmeter großen Friedrichsplatz der Stadt zu einem einzigartigen Klangkörper zusammen.
Für die Premiere des Elia-Opus war der zentrale Hauptplatz von Mannheim, Friedrichsplatz, in ein Amphitheater verwandelt. Eine aufwendige Bühne bot Raum für Chor und Orchester. Ihr gegenüber wurde in großen Teilen das Autoorchester auf der überbauten Pergola der Anlage platziert. Die optisch geschlossene Form wurde tontechnisch fortgeführt, insgesamt 168 Großbeschallungssysteme wurden eingesetzt. Durch eine 360-Grad-Anordnung waren beeindruckende Klangwanderungen realisierbar. Da sich das Publikum in der Mitte dieses Kreises befand, waren die Klänge von jedem Platz aus zu hören.
Die Sinfonie wurde mit einer Video- und Lasershow des Mannheimer Fotografen und Videokünstlers Horst Hamann in Szene gesetzt. Für seine Video- und Laserprojektionen von Fotos, Filmen und Texten nutzte er die architektonischen Besonderheiten des Friedrichplatzes: So fungieren die Fassaden der Jugendstilgebäude des Areals als 360-Grad-Panoramaleinwand. Knapp 20.000 Zuschauer sahen die einstündige Welturaufführung des Werkes. Die „autosymphonic“ bildete den Höhe- und Schlusspunkt des baden-württembergischen „Automobilsommers 2011“.

## Rezensionen
„one of the more remarkable symphony concerts“

„Dröhnende Motoren, quietschende Wischblätter und Hupen, dazu eine multimediale Lasershow: Bei der „autosymphonic“ in Mannheim begeisterten vor allem 80 Autos die Zuhörer.“